# Etyek-Buda
Etyek-Buda est une région viticole hongroise située dans les comitats de Pest et Fejér, autour de la ville d'Etyek.